# Contea di Datian
La contea di Datian (大田县S, Dàtián XiànP) è una contea della Cina, situata nella provincia del Fujian.